# Криминальная семья Аберджиль
Семья Аберждиль (ивр. משפחת הפשע אברג'יל‎) — одна из сильнейших преступных группировок Израиля, масштаб деятельности которой разошёлся и за его пределы. Основные виды промысла группировки это наркоторговля, рэкет, вымогательство, грабежи и разбойные нападения. Деньги, заработанные в криминальном бизнесе, группировка отмывает, вкладывая их в бизнес в Израиле и за его пределами, в том числе и в США.

## Биография
Ицхак Аберджиль родился в городе Лод. В семье, где он родился, было шесть мальчиков и четыре девочки. Ицхак — самый младший из десяти детей. Все братья, включая самого Ицхака, стали преступниками (братья Меир, Яишь, Яков, Авраам, Эли и Ицхак).
В 1986 году, в возрасте 17 лет, Ицхак был признан виновным в убийстве Якова Коэна из Лода, после того как его лучший друг, Шимон Шитрит, дал против него показания в суде, он был приговорен к 17 годам лишения свободы, которые он отбывал во многих израильских тюрьмах. Во время отбывания срока Аберджиль сумел сплотить вокруг себя единомышленников из заключённых, отбывающих сроки одновременно с ним, и смог взять под свой контроль не только заключённых, но и администрацию многих тюрем. В течение этого периода Аберджиль из тюрьмы контролировал игорный бизнес вместе с членами своей семьи и партнёрами на свободе.
После своего освобождения из тюрьмы Ицхак Аберджиль организовал большую сеть контрабанды экстази в Амстердаме и США с помощью другого авторитета — Одеда Туито. По оценкам полиции, через эту сеть были распространены миллионы таблеток экстази. В 2004 году полиция сформировала список активов, принадлежащих подпольной организации, которая включала в себя 37 компаний, 48 апартаментов и 56 транспортных средств (несколько больших автомобилей класса люкс и морских судов).

## Конфликты и гангстерские войны
В 2003 году между преступными семьями Абутбуль из Нетании их союзником на то время Зеэвом Розенштейном, а также группировкой братьев Охана из Ганей-Тиквы создался союз против Ицхака Аберджиля и его семьи, в процессе конфликта к криминальной семье Аберджиль в качестве союзников примкнули другие семьи, такие как Габриели и Альперон. Причиной конфликта стал контроль над утилизацией бутылок для напитков. В рамках этого конфликта был убит авторитет из Ход ха-Шарона Хайм Шааби, один из лидеров армии Аберджиль. Шааби был уличен в шпионаже против братьев Охана, соратников Розенштейна. Вместе с Шааби был убит парикмахер, не имеющий отношений к преступному миру. В том же году (2003) был убит Овадия Охана, глава группировки Охана перед камерами безопасности на стоянке перед его домом, от пистолетных выстрелов двух мотоциклистов без шлемов. Аресты в 2009 году всех участников криминальной группировки братьев Охана остановили их участие в войне.
В 2004 году Аберджиль взял под контроль серый рынок в Тель-Авиве, получив огромный кредит от одного из крупных ростовщиков и владельца известного роскошного ресторана. Израильская полиция подписала договор о сотрудничестве с полицией по всему миру с целью представить Аберджиля перед судом в Европе.
В 2005 году на Ицхака было совершено покушение — по дороге домой в Арад в его машину попал снаряд РПГ. Машина загорелась, но Ицхак остался живым, покушение не удалось. В том же году он был вовлечен в игорный бизнес в Иерусалиме, в партнёрстве с вышедшем из тюрьмы Эли Наимом по прозвищу (Маг).
В 2006 году полиция арестовала группу наёмных убийц из Белоруссии, которые были наняты для устранения старшего брата Ицхака, Меира Аберджиля и Эзры Габриели (отца бывшего члена Кнессета Инбаль Габриели). После арестов были обнаружены подпольные игорные сети, и Аберджиль был арестован, но вскоре освобожден.
В 2007 году 2 канал Израильского телевидения выпустил в эфир видео с дракой, на котором представитель семьи Альперон нападает на Ицхака Аберджиля, после чего их разнимают.

## Убийство на пляже в Бат Яме
В 2008 году Аберджиль был арестован по подозрению в причастности к убийству на пляже случайного свидетеля Маргариты Лаутины на глазах её дочери и её мужа. Убийство было случайным, целью убийц был другой человек, сумевший скрыться.
Полиция пыталась связать Аберджиля с заказом убийства, а в 2013 году арестовала одного из лидеров клана Аберджиль Моти Хасина по подозрению в заказе этого убийства.

## Арест и экстрадиция в США и возвращение на родину
В 2008 году Аберджиль был арестован по подозрению в убийстве израильского наркоторговца Сами Атиас, отмыванию денег, торговле наркотиками и принадлежности к преступной организации. Кроме этого ему выдвинули обвинения по другому делу об убийстве заключённого, и крупномасштабного отбеливания капитала, а также предъявили громкое обвинение в хищениях в особо крупных размерах — дело «Торгового Банка» и присвоении средств (подозрения были связаны с тем, что главный фигурант этого дела скрывался от правосудия на квартире Аберджиля в Амстердаме), и многочисленные попытки убийств конкурентов в области наркотиков и азартных игр: семья Бенни Абутбуль, Зеева Розенштейна и их союзников. Полицией были найдены улики после допроса фигурантов в деле об убийстве на пляже в Бат-Яме.
12 января 2011 года Ицхак Аберджиль и его брат Меир были переданы властям Соединенных Штатов. Вскоре Меир был освобожден, а Ицхака осудили на восемь с половиной лет.
Через 10 месяцев в тюрьме братья заключили сделку с американским судом, в рамках сделки его брат Меир был освобожден, так как содержание под стражей в Израиле было зачтено в общий срок.
В 2012 году в СМИ публикуется статья о том, что Аберджиль подал просьбу Американским властям провести остаток своего срока — три года — в Израиле. Вскоре после этого израильская полиция арестовала пять подозреваемых членов клана Аберджиль.
В том же году полиция арестовывает группу профессиональных убийц из 5 человек, принадлежащих к клану Аберджиль.
В 2013 году СМИ публикуют информацию о войне между криминальной семьей Мусли и семьей Аберджиль, которая длится 16 месяцев, и о попытках полиции остановить её. Результатом этой войны стали 9 жертв и один пропавший без вести. Позже число жертв увеличилось до 16, и число пропавших без вести до двух. По оценкам полиции, причиной войны стала давняя месть, и произошла из-за отсутствия руководителя организации, который отбывал срок в тот период за приделами Израиля.
30 января 2014 года Ицхак Аберджиль вернулся в Израиль для завершения отбывания наказания.
18 мая 2015 Ицхак Аберджиль и ещё 43 других представителей мафиозной структуры семьи были арестованы по делу 512 по подозрению в причастности к попытке ликвидации Зеева Розенштейна в 2003 году. В ноябре 2021 года окружной суд в Тель-Авиве признал Аберджиля виновным в том, что он возглавлял преступную группировку. Приговорен к трем пожизненным заключениям и тридцати годам в конце июня 2022 года.

## Распад преступной организации Аберджиль. Междоусобные войны криминальных группировок
Согласно опубликованным данным, внутренние войны группировок внутри мафиозной структуры Ицхака Аберджиля привели к ослаблению и распаду организации, особенно после ареста некоторых лидеров банд, возглавляемых Ицхаком Аберджелем, такие как:
Мафиозная структура Аберджиль в союзе с семьей Абдель-Кадер из Тайбе (эта структура распалась на 3 независимых клана):
- Клан Рухан — бывшие члены мафиозной семьи Аберджиль
- Группировка Западного Ришона — по данным СМИ во главе группировки стоят Дуду Муяль и Рои Нир
- Группировка восточного Ришона — согласно данным СМИ управляется Ницаном Бен-Шошаном, группировка примкнула к мафиозному клану криминальной семьи Мусли

### Враги клана Аберджиль
- Мафиозная структура Абутбуль являются враждебной семьей клану Аберджиль. Франсуа Абутбуль был убит, на Асси Абутбуль было совершено несколько покушений, его помощник Ицхак Гэфен был убит членами клана Аберджиль.
- Клан Йосефа Мусли; сфера деятельности — азартные игры, клан с огромной финансовой базой. С 2007 года глава семейства Мусли находился в тюрьме по сделки о признании вины, но управляет преступной организацией через членов его семьи. За годы войны ему удалось переманить в свою структуру многих бывших членов клана Аберджиль.
- Клан Зеэва Розенштейна — после ареста пяти вооружённых бойцов, принадлежавший клану Аберджиль скрывающихся в известном Персидском ресторане в районе Тель-Авива, возник конфликт между кланами, предположительно причиной конфликта стало влияние в сфере игорного бизнеса.
- Группировка Братьев Охана — сегодня семья Охана отошла от воины и занимается покупкой и продажей металлов.
- Организация Рико (Лев) Ширази Нетания — сотрудничала с Аберджиль в прошлом. Конфликт произошёл из за солдата Рами Амира (Амира), который был убит солдатами Аберджеля за то, что тот нарушил кодексы клана.
- Семья Альперон — глава семьи Яков Альперон — в 2007 году один из его братьев Арие напал на Ицхака Аберджеля. Впоследствии Яков Альперон был взорван в своей машине.
- Группировка Баранес Пардес-Кац — участвовали во взаимных покушениях с семьей Аберджиль
- Группировка Эли Косема (маг) из Иерусалима — были связаны с покушением на союзника Аберджеля Эли Ариша
- Из-за сотрудничества с крименальной семьей Абдель Кадер из Тайбе возникли конфликты с конкурирующими с Абдель Кадером банд арабских криминальных семей [34] [35
- Семья Ихии Харири (покойный)
- Семья Зеда Джаруши (из Рамле)